# 小行星6997
小行星6997（英語：6997 Laomedon）是一颗围绕太阳公转的小行星。1977年10月16日，C. J. 万·豪敦、I. 万·豪敦-格勒内费尔德、T. 赫雷爾斯在帕洛马山发现了此天体。
这颗小行星的绝对星等为58.26235等。小行星6997以希臘神話的人物拉俄墨冬命名。